# Sinovac Biotech
Sinovac Biotech Ltd est une société biopharmaceutique chinoise de R&D et commercialisation de vaccins humains dont :
- Healive(TM) (hépatite A),
- Bilive(TM) (hépatite B) et
- Anflu(TM) (grippe)).

En 2006, Sinovac teste plusieurs vaccins contre la grippe aviaire et le SRAS.

## Vaccin contre le COVID-19
Sinovac Biotech développe un vaccin baptisé CoronaVac. L'entreprise réalise des essais cliniques de phases 1-2 sur 743 individus. Des essais de phase 3 sont prévus au Brésil à l'institut Butantan de Sao Paulo. L'entreprise utilise la technologie traditionnelle du virus désactivé, ce qui rend la production plus lente.
Le 10 avril 2021, Gao Fu, directeur du centre chinois de contrôle et de prévention des maladies, indique que les vaccins chinois  « n’ont pas des taux de protection très élevés ». Selon des chercheurs brésiliens le vaccin de Sinovac ne dépasserait pas 50,4 % d'efficacité contre 97 % pour le vaccin Pfizer-BioNTech,.
Le 1er juin, l'OMS valide le CoronaVac pour une utilisation d’urgence.